# Anthony Hopkins
Sir Anthony Hopkins, CBE (celým jménem Philip Anthony Hopkins, * 31. prosince 1937 v Port Talbot, jižní Wales, jako jediné dítě Muriel Yeats a Richarda Arthura Hopkinse) je britský a americký herec a příležitostný režisér a hudební skladatel. Do širokého povědomí lidí vstoupil zejména svou známou kreací psychopatického doktora Hannibala Lectera ve filmu Mlčení jehňátek.

## Život

### Profesionální
Po skončení střední školy začal studovat hudbu a drama na Cardiff College (později Royal Welsh College of Music & Drama) ve Walesu. Dva roky studia završil úspěšným absolvováním, po němž se stal členem umělecké rady, v níž strávil dva roky, než nastoupil do armády. Po návratu začal pracovat jako herec a režisér v divadle v Manchesteru. V roce 1961 získal stipendium na prestižní královské akademii herectví v Londýně (RADA), jíž úspěšně absolvoval.
Držitel Oscara v kategorii nejlepší herec (1991) za film Mlčení jehňátek navzdory faktu, že v celém bezmála dvouhodinovém filmu se jeho postava objeví na plátně po celkovou dobu pouhých 17 minut.
24. září 2003 mu byla odhalena hvězda na Hollywoodském chodníku slávy.
Od roku 2016 představuje roli Doktora Roberta Forda v sci-fi seriálu Westworld.

### Osobní
Poprvé se oženil v září 1967 s Petronelou Barker, o rok později se jim narodila dcera Abigail. V roce 1972 se však rozvedli. Svou druhou ženu Jennifer Lynton potkal při práci na jednom ze svých filmů. Pár se nechal oddat roku 1973, ale v roce 1999 se rozvedli. V roce 2003 se Anthony Hopkins po téměř dvouleté známosti oženil potřetí, tentokrát se Stellou Arroyave, s níž žije dodnes (duben 2021).
V roce 1997 se stal Komturem Řádu britského impéria. V roce 1993 mu byl anglickou královnou udělen rytířský titul sir. V roce 2000 přijal americké občanství. Mimo jiné mu byl i diagnostikován Aspergerův syndrom.

## Filmografie
(Převzato z filmové databáze.)
- 2023
  - Jeden život – Nicholas Winton (85)
- 2022
  - Syn – Anthony (84)
- 2020
  - Otec – Anthony (82)
- 2019
  - Dva papežové – Cardinal Joseph Aloisius Ratzinger (81)
- 2017
  - Thor: Ragnarok – Odin (79)
  - Transformers: Poslední rytíř – Sir Edmund Burton (79)
- 2016
  - Arabian Nights (78)
  - Provinění – Denning (78)
  - Srážka – Hagen Kahl (78)
  - Westworld (TV seriál) – doktor Robert Ford
- 2015
  - Garderobiér (TV film) – Sir (77)
  - Pojď se mnou (77)
  - Únos Freddy Heinekena – Freddy Heineken (77)
  - V mysli vraha – John Clancy (77)
- 2014
  - Noe – Metuzalém (76)
- 2013
  - Gotti: In the Shadow of My Father – neuvedená úloha (75)
  - Red 2 – Edward Bailey (75)
  - Thor: Temný svět – Odin (75)
- 2012
  - Hitchcock – Alfred Hitchcock (74)
- 2011
  - 360 – starší muž (73)
  - Obřad – otec Lucas Trevant (73)
  - Thor – Odin (73)
- 2010
  - Poznáš muže svých snů – Alfie (72)
  - Vlkodlak – Sir John Talbot (72)
- 2009
  - Osudové město – Adam (71)
- 2007
  - Beowulf – král Hrothgar (69)
  - Okamžik zlomu – Ted Crawford (69)
  - Slipstream – Felix Bonhoeffer (69)
- 2006
  - Atentát v Ambassadoru – John Casey (68)
  - Všichni královi muži – soudce Irwin (68)
- 2005
  - V zajetí rychlosti – Burt Munro (67)
- 2004
  - Alexander Veliký – starý Ptolemaios (66)
  - Důkaz – Robert (66)
  - Zkratky ke štěstí – Daniel Webster (66)
- 2003
  - Lidská skvrna – Coleman Silk (65)
- 2002
  - Červený drak – dr. Hannibal Lecter (64)
  - Česká spojka – Oakes (64)
- 2001
  - Hannibal – Hannibal Lecter (63)
  - Srdce v Atlantidě – Ted Brautigan (63)
- 2000
  - Mission: Impossible II – Swanbeck (62)
- 1999
  - Instinkt – Ethan Powell (61)
  - Titus – Titus Andronicus (61)
- 1998
  - Seznamte se, Joe Black – William Parrish (60)
  - Zorro: Tajemná tvář – Zorro / don Diego de la Vega (60)
- 1997
  - Amistad – John Quincy Adams (59)
  - Na ostří nože – Charles Morse (59)
- 1996
  - Přežila jsem Picassa – Pablo Picasso (58)
- 1995
  - Hollywoodské ženy (TV minisérie) – Neil Gray (57)
  - Nixon – Richard M. Nixon (57)
- 1994
  - Legenda o vášni – plukovník William Ludlow (56)
  - Vítejte ve Wellville – Dr. John Harvey Kellogg (56)
- 1993
  - Krajina stínů – Lewis (55)
  - Nevinný – Bob Glass (55)
  - Soumrak dne – James Stevens (55)
- 1992
  - Být nejlepší (TV film) – Jack Figg (54)
  - Drákula – Abraham Van Helsing (54)
  - Freejack – McCandless (54)
  - Chaplin – George Hayden (54)
  - Proces – kaplan (54)
  - Rodinné sídlo – Henry Wilcox (54)
  - Spotswood – Errol Wallace (54)
- 1991
  - Mlčení jehňátek – dr. Hannibal Lecter (53)
- 1990
  - Hodiny zoufalství – Tim Cornell (52)
  - Válka jednoho muže (TV film) – Joel (52)
- 1988
  - Desátý muž (TV film) – Jean Louis Chavel (50)
  - Napříč jezerem (TV film) – Donald Campbell (50)
  - Neklidná premiéra – Dafydd Ap Llewellyn (50)
- 1987
  - Charing Cross Road č. 84 – Frank P. Doel (49)
- 1985
  - Mussolini a já (TV film) – hrabě Galeazzo Ciano (47)
  - Na rozcestí s tatínkem – Bill Hooper (47)
  - Svědomí (TV film) – Arthur Jamison (47)
- 1984
  - Bounty – por. William Bligh (46)
  - Vítězný oblouk (TV film) – Ravic (46)
- 1982
  - Zvoník od Matky boží (TV film) – Quasimodo (44)
- 1981
  - Bunkr (TV film) – Adolf Hitler (43)
  - Peter and Paul (TV film) – Paul of Tarsus (43)
- 1980
  - Sezóna proměn – Adam Evans (42)
  - Sloní muž – Treves (42)
- 1978
  - Kouzlo – Corky Withers (40)
  - Světová teta Velvet – kapitán Johnson (40)
- 1977
  - Oživlá – Elliot Hoover (39)
  - Příliš vzdálený most – plukovník Frost (39)
- 1976
  - Dark Victory (TV film) – doktor Michael Grant (38)
  - Prípad únosu Lindberghovho dieťaťa (TV film) – Bruno Richard Hauptmann (38)
- 1974
  - Moskevská romance – Kostya (36)
  - Ohrožení Britannicu – John McCleod (36)
  - Všechny velké a malé bytosti – Siegfried Farnon (36)
- 1973
  - Nora (1) – Torvald Helmer (35)
- 1972
  - Mladý Winston – Lloyd George (34)
- 1971
  - Zvony smrti – Philip Calvert (33)
- 1968
  - Lev v zimě – princ Richard Lví srdce (30)
- 1967
  - Bílý autobus – zpěvák (29)